# Wawatam
Wawatam, mort entre 1762 et 1764, est un chef Odawa du XVIIIe siècle qui vivait dans la région nord de l'actuelle péninsule inférieure du Michigan, dans une zone le long du rivage du lac Michigan connue par les Odawa sous le nom de Waganawkezee. 

## Biographie
Wawatam (petite oie) est vraisemblablement né près du village de Odawa Middle, Anamiewatigoing, aujourd'hui Cross Village. Il est connu pour son sauvetage des Ojibwés et son amitié avec le commerçant de fourrures britannique Alexander Henry après la prise du fort Michilimackinac en juin 1763 pendant la rébellion de Pontiac. Wawatam, chef et patriarche d'une famille élargie d'Odawa, sauve Henry après qu'il est devenu une possession ojibwée comme butin de guerre. Peu après, il vient de nouveau à la rescousse d'Henry en le cachant dans une grotte sur l'île Mackinac. Pendant près d'un an après ce deuxième sauvetage (1763-1764), Henry vit au sein de la famille de Wawatam, les suivant dans leurs déplacements saisonniers vers les zones de chasse et de pêche à l'intérieur des terres du lac Michigan. Les observations d'Henry sur les pratiques de chasse et de vie des Odawa sont devenues une contribution significative à l'anthropologie algonquienne.
Henry retourne plus tard à la « civilisation ». Trafiquant de fourrures prospère vers la fin de sa vie, il attribue toujours à Wawatam le mérite de lui avoir sauvé la vie. Le fort du XVIIIe siècle, où Wawatam sauva Henry, a été reconstruit et abrite de nos jours un musée d'histoire vivante. Le site est situé juste à l'ouest du centre-ville de Mackinaw City, sur le promontoire de la péninsule inférieure.

## Hommages
- Sur le quai de Saint-Ignace, à l'ombre du phare de Wawatam, se trouve une statue en bois de 1,80 m de haut, érigée en 2012 par la ville de Saint-Ignace, dans le Michigan, en hommage au chef Wawatam. Elle a été conçue et sculptée par Tom Paquin et Sally Paquin, artistes locaux[4].
- Le canton de Wawatam, comté d'Emmet au Michigan, le canton le plus au nord du comté d'Emmet où se trouve Fort Michilimakinac, porte le nom de Wawatam.
- Le SS Chief Wawatam (en), un brise-glace qui a opéré dans le détroit de Mackinac entre 1911 et 1984, a été nommé en son honneur.